# 鸿胪寺
鸿胪寺，中国古代官署名。主要掌朝会仪节、迎賓等。
汉朝改秦代典客为大行令，汉武帝时又改名大鸿胪。鸿胪，本为大声传赞，引导仪节之意。大鸿胪主外宾之事。至北齐，置鸿胪寺，后代沿置。南宋、金、元不设 ，明清复置，主官为鸿胪寺卿。

## 宋朝
鸿胪寺旧置判寺事一人，以朝官以上充。元丰官制行，置卿一人，少卿一人，丞、主簿各一人。卿掌四夷朝贡、宴劳、给赐、送迎之事，及国之凶仪、中都祠庙、道释籍帐除附之禁令，少卿为之贰，丞参领之。凡四夷君长、使价朝见，辨其等位，以宾礼待之，授以馆舍而颁其见辞、赐予、宴设之式，戒有司先期办具；有贡物，则具其数报四方馆，引见以进。诸蕃封册，即行其礼命。若崇义公承袭，则辨其嫡庶，具名上尚书省。其周嵩、庆、懿陵庙，命官以时致享，若凶仪之节，宗室以服，臣僚以品，辨其丧纪而诏奠临赙赠之制。礼仪成服，则卿掌赞导之仪，葬则预戒有司具卤簿仪物。分案四，置吏九。其官属十有二：往来国信所，掌大辽使介交聘之事。都亭西驿及管干所，掌河西蕃部贡奉之事。礼宾院，掌回鹘、吐蕃、党项、女真等国朝贡馆设，及互市译语之事。怀远驿，掌南蕃交州，西蕃龟兹、大食、于阗、甘、沙、宗哥等国贡奉之事。中太一宫、建隆观等各置提点所，掌殿宇斋宫、器用仪物、陈设钱币之事。在京寺务司及提点所，掌诸寺葺治之事。传法院，掌译经润文。左、右街僧录司，掌寺院僧尼帐籍及僧官补授之事。同文馆及管勾所，掌高丽使命。已上并属鸿胪寺。中兴后，废鸿胪不置，并入礼部。

## 明朝
明初，置侍儀司、為從六品衙門。職專朝會賓客吉凶禮儀之事。洪武期間，改鴻臚寺，陞正四品衙門。定設卿、左右少卿、左右寺丞。屬官、主簿、司儀司賓署各署丞、鳴贊、序班等官。後又設外夷通事亦隸焉。

## 清
順治元年，設鴻臚寺，置滿、漢卿各一人。滿洲少卿一人，漢左、右少卿各一人。十五年省一人。漢左、右寺丞各一人。正六品。十五年省一人。康熙五十二年省一人。滿、漢主簿各一人。鳴贊，滿洲十有六人，乾隆三十七年改隸鑾輿衛二人。漢八人。二年省一人，十二年省一人，十三年省二人。乾隆七年省二人。序班二十有二人，十五年省十人。康熙三十八年省六人。乾隆七年省二人。司賓序班二人，乾隆二年省。學習序班無恆額。雍正六年定以直隸、山東、山西、河南儒學生內考取。乾隆九年定為十二人。十七年定直隸六人，餘各二人。十七年省山東等省四人。凡事由禮部具題，十六年改歸本寺，十八年仍隸禮部。康熙十年復故，雍正四年復歸禮部統轄。乾隆十四年，始以滿洲尚書領寺事。五十九年，增置滿洲學習鳴贊四人。光緒二十四年，省入禮部，尋復故。三十二年，仍省入。

## 腳註
1. ↑  《汉书·百官公卿表上》：“典客，秦官，掌诸归义蛮夷，有丞。景帝中六年更名大行令，武帝太初元年更名大鸿胪。属官有行人、译官、别火三令丞及郡邸长丞。”《后汉书.百官志二》：“大鸿胪，卿一人，中二千石......丞一人，比千石。”《明史. 职官志三》：“鸿胪[寺]掌朝会、宾客、吉凶仪礼之事。凡国家大典礼、郊庙、祭祀、朝会、宴飨、经筵、册封、进历、进春、传制、奏捷、各供其事。外吏朝觐，诸蕃入贡，与夫百官使臣之复命、谢思，若见若辞者，并鸿胪引奏。岁正旦、上元、重午、重九......皆赞百官行礼。”
2. ↑  《清史稿·卷一百一十五·職官二》

## 延伸阅读
[在维基数据编辑]
 《欽定古今圖書集成·明倫彙編·官常典·鴻臚寺部》，出自陈梦雷《古今圖書集成》